# Болеслав Хоха
Болеслав Хоха (пол. Bolesław Chocha; 6 серпня 1923, Гродно — 6 травня 1987, Юзефув) — польський генерал, у 1968—1973 роках — начальник Генерального штабу збройних сил ПНР. Кандидат у члени ЦК ПОРП. Відомий як один з організаторів вторгнення до Чехословаччини у 1968 році та придушення робітничих протестів у 1970 році. Зараховується до видатних стратегів оборони Польщі.

## Війна та військова служба
Народився у сім'ї офіцера Корпусу охорони прикордоння. Батько Болеслава Хохи брав участь у боях з РСЧА у 1939 році. Сім'ю було заарештовано НКВС СРСР і депортовано до Казахстану.
У 1943 році Болеслав Хоха вступив до польських збройних сил на території СРСР. Служив у дивізії імені Тадеуша Костюшка. Був командиром взводу, брав участь у битві під Леніно. Військову освіту здобув у 1944 році у Рязані.
Після закінчення війни Болеслав Хоха залишився на військовій службі. У 1951 році закінчив Академію Генерального штабу. Командував першою в країні повітряно-десантною дивізією — 6 Померанською. У 1960 році отримав звання генерала бригад. З 1965 року — генерал дивізії. У 1947 році вступив до правлячої  комуністичну ПРП, з 1948 року перебував у ПОРП.

## Начальник Генерального штабу
11 квітня 1968 року Болеслав Хоха отримав призначення начальником Генерального штабу Польської народної армії. Першою великою акцією на цій посаді стала участь у плануванні та реалізації вторгнення військ Організації Варшавського пакту до Чехословаччини для придушення Празької весни. Водночас за спогадами Ришарда Куклінського, Болеслав Хоха був незадоволений підпорядкуванням ПНР Радянському Союзу, вважав таке становище принизливим, шкідливим і небезпечним для Польщі. Особливу тривогу викликала в нього перспектива зіткнення з НАТО, в яку Польща могла бути втягнута на боці СРСР. Однак це невдоволення не виходило за межі обережних приватних розмов або туманних натяків тому ж Куклінському.
Змістом військової доктрини Польщі генерал Хоха вважав захист національної території — приділяючи особливу увагу ПС та цивільній обороні. Водночас активно працював над посиленням і переозброєнням ВМФ.
У грудні 1970 року генерал Хоха брав активну участь у придушенні робітничих протестів на Балтійському узбережжі. Він не належав до авторів політичного рішення, але координував дії армійських частин і віддавав накази про застосування зброї проти страйкарів і демонстрантів.
У ті ж дні генерал Хоха відіграв важливу роль у фактичному усуненні від влади Владислава Гомулки та приході Едварда Герека на посаду першого секретаря ЦК ПОРП. Пересування військ у Варшаві, за допомогою яких чинився тиск на Гомулку, відбувалися під його координацією. Політично Хоха орієнтувався на генералів Ярузельського та Сивицького.
11 січня 1973 року Болеслава Хоху змінив на чолі Генерального штабу Флоріан Сивицький. Хоха отримав призначення комендантом Академії генштабу. Обіймав цю посаду до грудня 1978 року.
Болеслав Хоха — автор низки робіт військово-оперативної та військово-історичної тематики.
За роки служби Болеслав Хоха отримав низку орденів і медалей ПНР, СРСР, СФРЮ та Фінляндії.

## Відставка та смерть
У 1979 році Болеслав Хоха вийшов у відставку. Перебував у керівництві Союзу борців за свободу та демократію. Проживав у невеликому місті Юзефув (Отвоцький повіт). Був одружений, мав сина та дочку.
Помер Хоха у віці 63 років. У церемонії похорону брав участь Флоріан Сивицький, на той час міністр національної оборони ПНР.